# Camponotus silvicola
Camponotus silvicola é uma espécie de inseto do gênero Camponotus, pertencente à família Formicidae.